# Une fleur dans les ronces
Une fleur dans les ronces è un film muto del 1921 diretto da Camille de Morlhon.

## Produzione
Il film fu prodotto dalla Films Valetta.

## Distribuzione
Uscì nelle sale cinematografiche francesi il 4 febbraio 1921. Negli Stati Uniti, prese il titolo inglese di A Flower in the Brambles.